# Цветан Йорданов
Цветан Йорданов (роден 16 ноември 1988 година, София) е български плувец, професионален състезател по плуване на дълги разстояния и маратонско плуване в открити води.
През 2007 г. завършва спортното училище „166 СУО Васил Левски“, след което продължава своето образование в Националната спортна академия. Активните си занимания започва след като му е поставена диагноза „астма“, като вече дванадесет години спортува активно. Състезател на плувен клуб „Левски“, сега той e трениран от треньора на Петър Стойчев – Красимир Туманов.
Сред по-големите успехи на плувеца в рамките на веригата Гран при на Международната федерация са седмо място в Охрид, осмо в Сърбия и девето в Аржентина. Факт е, че той преплува успешно шест пъти Охридския плувен маратон и най-дългият във водите на Аржентина с разстояние от 88 км за 10ч 06 мин 52сек. През 2013 г. става осми в крайното класиране на Световната купа Гран при на FINA по плуване в открити води.